# Willie Anderson
Willie Anderson, född 21 oktober 1878, död 25 oktober 1910, var en skotsk golfspelare som föddes i North Berwick i Skottland och emigrerade till USA 1895.
Anderson ställde upp i US Open första gången 1895 där han slutade på en andraplats. Därefter blev han den förste spelaren som vann tävlingen fyra gånger (1901, 1903, 1904 och 1905). Förutom han själv så är det bara Jack Nicklaus, Ben Hogan och Bobby Jones som har klarat av det. Han tävlade i US Open alla år mellan 1897 och 1910 och i elva av tävlingarna slutade han bland de fem bästa. Han vann även Western Open fyra gånger (1902, 1904, 1908 och 1909).
Anderson var känd för sin kraftiga kroppsbyggnad, sina stora händer och sin flacka sving. Svingen kallades St Andrews swing eftersom många golfspelare från Skottland svingade på samma sätt.
Han avled av åderförkalkning endast 32 år gammal.
Anderson blev invald i World Golf Hall of Fame 1975.

## Majorsegrar
- 1901 US Open
- 1903 US Open
- 1904 US Open
- 1905 US Open